# Kamienica przy ul. Popiełuszki 4/6 w Częstochowie
Kamienica przy ul. Popiełuszki 4/6 w Częstochowie – zabytkowa kamienica w Częstochowie, u zbiegu ulic Popiełuszki i Jasnogórskiej, zbudowana w 1900 roku.
Kamienica jest dwuskrzydłowa, trzykondygnacyjna, wzniesiona z nieotynkowanej cegły z dekoracyjnymi pasami kasetonów pod parapetami okien pierwszego i drugiego piętra. Część okien jest zaślepiona. Dach płaski.

## Historia
Kamienicę wzniesiono w 1900 roku na potrzeby służb celnych Imperium Rosyjskiego, które obsługiwały pobliskie przejście graniczne w Herbach. Od budynku służb celnych obecną ulicę Popiełuszki nazwano Celną. W budynku znajdowała się także siedziba 42 Pułku Dragonów, którzy m.in. pełnili wartę honorową przy pobliskim pomniku cesarza Aleksandra II Romanowa. W okresie okupacji niemiecko-austriackiej w budynku rezydowała żandarmeria niemiecka. W czasach II Rzeczypospolitej budynek należał do Wojska Polskiego, a następnie milicji ludowej i ostatecznie Policji Państwowej. W okresie okupacji hitlerowskiej działała tu Granatowa Policja. W okresie stalinowskim budynek był jedną z siedzib Urzędu Bezpieczeństwa i miejscem przetrzymywania więźniów. Tę ostatnią funkcję upamiętnia tablica umieszczona na fasadzie od strony ul. Popiełuszki. Następnie działała tu komenda Milicji Obywatelskiej, którą w latach 70. XX wieku przeniesiono przecznicę dalej, do nowego budynku. Budynek przystosowano wówczas na potrzeby mieszkań zastępczych, a lokatorów zaczęto wprowadzać w 1985 roku. 

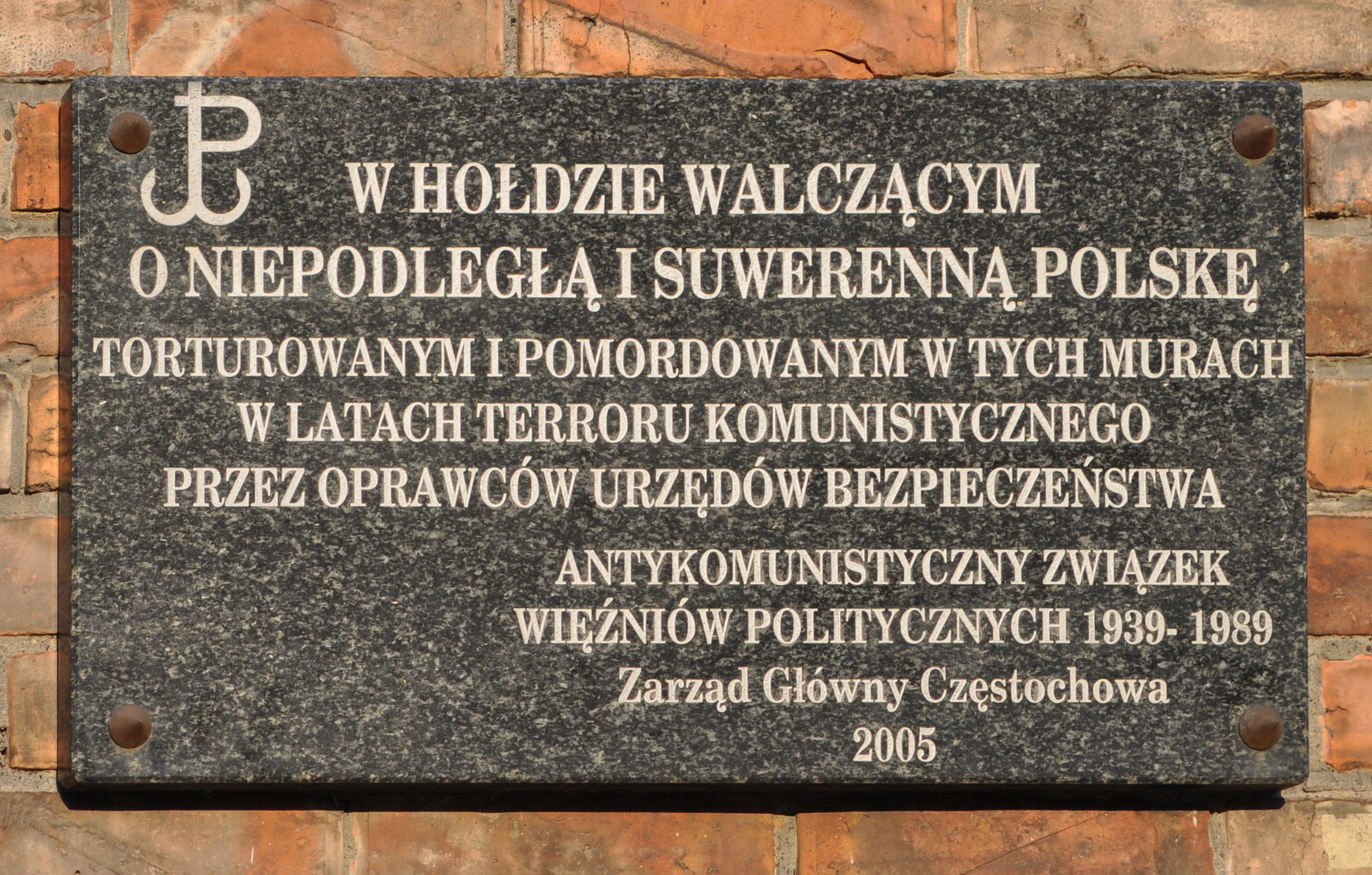
Tablica pamiątkowa ku czci walczących o niepodległość Polski, torturowanych i pomordowanych przez UB i SB

Po przemianach w 1989 roku planowano w budynku hotel i Dom Polonii, ale ostatecznie zaczęły tu działać placówki Urzędu Miasta, m.in. Miejski Zarząd Dróg i Transportu. Pod koniec tej dekady planowano w nim umieścić filię Urzędu Miasta i rozbudować o dodatkową, przeszkloną kondygnację. Nie zrealizowano także planów powołania w budynku galerii sztuki.
W 2011 roku zdemontowano część kasetonów z powodu kiepskiego stanu technicznego budynku. Planowany jest generalny remont kamienicy i odtworzenie historycznej fasady. 
Do realizacji tych planów nie doszło. Po opuszczeniu budynku przez Miejski Zarząd Dróg i Mostów rozpoczęła się procedura wpisania budynku do rejestru zabytków województwa śląskiego i w roku 2018 budynek został wpisany pod numerem rejestru A/505/2018. Obecnie stoi nieużytkowany.